# 地狱邻居
《地狱邻居》（中国大陆又译作，中国大陆官方译为）是运行在任天堂GameCube、Windows以及Xbox平台上的一款战略游戏。后JoWood将其移植到DS平台。2017年被移植到移动平台。

## 情节
在游戏中，玩家需要潜入邻居的家中完整一系列恶作剧来获得收视率。达成目标收视率才能通关。
玩家需要充分利用邻居家里的每一样可以拿到手物品（如：电线），并将其运用在对应的物品上（如：水潭），完成类似陷阱的装置（如：通电的水潭，邻居踩到便会触电）来恶作剧，同时要避免被邻居或宠物直接发现（两人处于同一房间）。
随着游戏的进展，房间的其他区域会被开启。

## 技巧
1. 每一次恶作剧后有一个冷却时间（表现为邻居的愤怒值），在这个时间内完成另一个恶作剧可以获得加分。
2. 一些恶作剧需要同时使用两个甚至以上的物品来完成。
3. 邻居按照一定的动作路线行走于房内，通过分析动作的先后制定恶作剧的计划可以轻松过关，一些动作会打乱邻居的预订动作路线（如：吃了变质的食物会径直冲向马桶）。
4. 邻居家中有一些特定的地方藏身，即使和邻居在同一间房也不会被发现。

## 角色
- 伍迪（Woody）：玩家控制的角色。
- 罗威那（Mr. Rottweiler）：被伍迪恶作剧的邻居。一般以“邻居”代指此人。
- 小辣椒（Chilli）：邻居养的鹦鹉。
- 守卫犬（Guard Dog）：邻居养的狗。
- 祖（Joe）：导演，在游戏中给予提示。

## 参看
- 地狱邻居2：恐怖假期
- JoWooD娱乐